# دهستان اوتپا (۱۹۹۹)
دهستان اوتپا (به لاتین: Otepää Parish) یک دهستان در استونی بود که در شهرستان والگا واقع شده‌بود.

## خصوصیات
دهستان اوتپا ۲۱۷٫۳۶ کیلومترمربع مساحت و ۴٬۰۹۱ نفر جمعیت دارد.